# Вольная борьба на летних Олимпийских играх 1968 — до 78 кг
Соревнования по вольной борьбе в рамках Олимпийских игр 1968 года в полусреднем весе (до 78 килограммов) прошли в Мехико с 17 по 29 октября 1968 года в «Ice Rink of the Insurgents».
Турнир проводился по системе с начислением штрафных баллов.
- 0 штрафных очков в случае чистой победы или дисквалификации противника, а также неявки;
- 0,5 штрафных очка в случае победы ввиду явного технического превосходства (на восемь и более баллов);
- 1 штрафное очко в случае победы по баллам (с разницей менее восьми баллов);
- 2 штрафных очка в случае результативной ничьей;
- 2,5 штрафных очка в случае безрезультатной ничьей (пассивной ничьей);
- 3 штрафных очка в случае поражения по баллам (с разницей менее восьми баллов);
- 3,5 штрафных очка в случае поражения ввиду явного технического превосходства соперника (на восемь и более баллов);
- 4 штрафных очка в случае чистого поражения или дисквалификации а также неявки.

Трое оставшихся борцов выходили в финал, где проводили встречи между собой. Встречи между финалистами, состоявшиеся в предварительных схватках, шли в зачёт. Схватка по регламенту турнира продолжалась 9 минут в три трёхминутных периода, в партер ставили менее активного борца. Мог быть назначен овертайм. 
В полусреднем весе боролись 19 участников. Самым молодым участником был 19-летний Каюм Аюб, самым возрастным 34-летний Махмут Аталай. В качестве претендентов на призовые места рассматривались француз Даниэль Робен, чемпион мира 1967 и чемпион Европы 1968 года и советский борец Юрий Шахмурадов, чемпион Европы 1966 и 1967 годов; менее очевидным претендентом был ветеран турниров Махмут Аталай, чемпион мира 1966 года. Однако Юрий Шахмурадов из-за дисквалификации во встрече с Робеном выбыл из турнира, а к финальной встрече выбыли все борцы (монгол Тумурийн Артаг с бронзовой медалью). В финале Робен уступил Аталаю и остался с серебряной медалью (через несколько дней он также станет вице-чемпионом олимпийских игр по греко-римской борьбе), а Аталай завоевал золотую медаль.

## Призовые места
- Махмут Аталай (TUR)
- Даниэль Робен (FRA)
- Тумурийн Артаг (MGL)

## Первый круг
| Штрафных баллов | Участник 1                | Результат               | Участник 2              | Штрафных баллов |
| --------------- | ------------------------- | ----------------------- | ----------------------- | --------------- |
| 0               | Юрий Шахмурадов (URS)     | Туше (0:37)             | Мухтияр Сингх (IND)     | 4               |
| 0               | Брайан Хеффель (CAN)      | Туше (9:14)             | Уэсли О'Брайен (AUS)    | 4               |
| 1               | Ангел Сотиров (BUL)       | По очкам                | Тумурийн Артаг (MGL)    | 3               |
| 1               | Карой Байко (HUN)         | По очкам                | Тони Шаклади (GBR)      | 3               |
| 0,5             | Али Мохаммад Момени (IRI) | За явным превосходством | Каюм Аюб (AFG)          | 3,5             |
| 1               | Мартин Хайнце (GDR)       | По очкам                | Карлос Ромеро (MEX)     | 3               |
| 1               | Со Ён Сок (KOR)           | По очкам                | Освальдо Феррари (ITA)  | 3               |
| 1               | Махмут Аталай (TUR)       | По очкам                | Стив Комбс (USA)        | 3               |
| 1               | Даниэль Робен (FRA)       | По очкам                | Джимми Мартинетти (SUI) | 3               |
| 0               | Тацуо Сасаки (JPN)        | Пропускал               |                         |                 |

## Второй круг
| Штрафных баллов | Участник 1                | Результат               | Участник 2              | Штрафных баллов |
| --------------- | ------------------------- | ----------------------- | ----------------------- | --------------- |
| 0               | Тацуо Сасаки (JPN)        | Туше (10:10)            | Мухтияр Сингх (IND)     | 8               |
| 0,5             | Юрий Шахмурадов (URS)     | За явным превосходством | Брайан Хеффель (CAN)    | 3,5             |
| 1               | Ангел Сотиров (BUL)       | Туше (1:03)             | Уэсли О'Брайен (AUS)    | 8               |
| 3               | Тумурийн Артаг (MGL)      | Туше (4:51)             | Тони Шаклади (GBR)      | 7               |
| 1,5             | Али Мохаммад Момени (IRI) | По очкам                | Карой Байко (HUN)       | 4               |
| 1               | Мартин Хайнце (GDR)       | Дисквалификация         | Каюм Аюб (AFG)          | 7,5             |
| 1               | Со Ён Сок (KOR)           | Туше (10:52)            | Карлос Ромеро (MEX)     | 7               |
| 1,5             | Махмут Аталай (TUR)       | За явным превосходством | Освальдо Феррари (ITA)  | 6,5             |
| 4               | Стив Комбс (USA)          | По очкам                | Джимми Мартинетти (SUI) | 6               |
| 1               | Даниэль Робен (FRA)       | Пропускал               |                         |                 |

## Третий круг
| Штрафных баллов | Участник 1            | Результат   | Участник 2                | Штрафных баллов |
| --------------- | --------------------- | ----------- | ------------------------- | --------------- |
| 1               | Тацуо Сасаки (JPN)    | По очкам    | Даниэль Робен (FRA)       | 4               |
| 1,5             | Юрий Шахмурадов (URS) | По очкам    | Ангел Сотиров (BUL)       | 4               |
| 3               | Тумурийн Артаг (MGL)  | Туше (4:38) | Брайан Хеффель (CAN)      | 7,5             |
| 5               | Карой Байко (HUN)     | По очкам    | Мартин Хайнце (GDR)       | 4               |
| 2,5             | Махмут Аталай (TUR)   | По очкам    | Али Мохаммад Момени (IRI) | 4,5             |
| 5               | Стив Комбс (USA)      | По очкам    | Со Ён Сок (KOR)           | 4               |

## Четвёртый круг
| Штрафных баллов | Участник 1                | Результат                     | Участник 2            | Штрафных баллов |
| --------------- | ------------------------- | ----------------------------- | --------------------- | --------------- |
| 4               | Даниэль Робен (FRA)       | Дисквалификация (пассивность) | Юрий Шахмурадов (URS) | 5,5             |
| 5               | Ангел Сотиров (BUL)       | По очкам                      | Тацуо Сасаки (JPN)    | 4               |
| 4               | Тумурийн Артаг (MGL)      | По очкам                      | Карой Байко (HUN)     | 8               |
| 5,5             | Али Мохаммад Момени (IRI) | По очкам                      | Мартин Хайнце (GDR)   | 7               |
| 2,5             | Махмут Аталай (TUR)       | Туше (8:37)                   | Со Ён Сок (KOR)       | 8               |
| 5               | Стив Комбс (USA)          | Пропускал                     |                       |                 |

## Пятый круг
| Штрафных баллов | Участник 1                | Результат | Участник 2           | Штрафных баллов |
| --------------- | ------------------------- | --------- | -------------------- | --------------- |
| 5               | Даниэль Робен (FRA)       | По очкам  | Стив Комбс (USA)     | 8               |
| 8               | Юрий Шахмурадов (URS)     | Ничья     | Тацуо Сасаки (JPN)   | 6,5             |
| 6,5             | Али Мохаммад Момени (IRI) | По очкам  | Ангел Сотиров (BUL)  | 8               |
| 4,5             | Махмут Аталай (TUR)       | Ничья     | Тумурийн Артаг (MGL) | 6               |

## Финал
| Штрафных баллов | Участник 1          | Результат | Участник 2          | Штрафных баллов |
| --------------- | ------------------- | --------- | ------------------- | --------------- |
|                 | Махмут Аталай (TUR) | По очкам  | Даниэль Робен (FRA) |                 |